# گیلدو ریزاتو
گیلدو ریزاتو (انگلیسی: Gildo Rizzato؛ زادهٔ ۲ فوریهٔ ۱۹۴۸) بازیکن فوتبال اهل ایتالیا است.
از باشگاه‌هایی که در آن بازی کرده‌است می‌توان به باشگاه فوتبال تریستیانا، باشگاه فوتبال اسپال، و باشگاه فوتبال امپولی اشاره کرد.